# Avondale Shipyard
Avondale Shipyard byla americká loděnice založená roku 1938 ve státě Louisiana. Nacházela se na západním břehu řeky Mississippi v oblasti Bridge City, v blízkosti města New Orleans. Zabývala se návrhováním, stavbou, opravami a modernizacemi plavidel pro civilní i vojenský sektor. V průběhu let se malá loděnice proměnila v rozsáhlý průmyslový komplex zvaný Avondale Operations. Patřila mezi největší americké loděnice a byla největším zaměstnavatelem ve státě Louisiana. Provozovala i několik pobočných loděnic. Svou činnost ukončila roku 2014.

## Historie

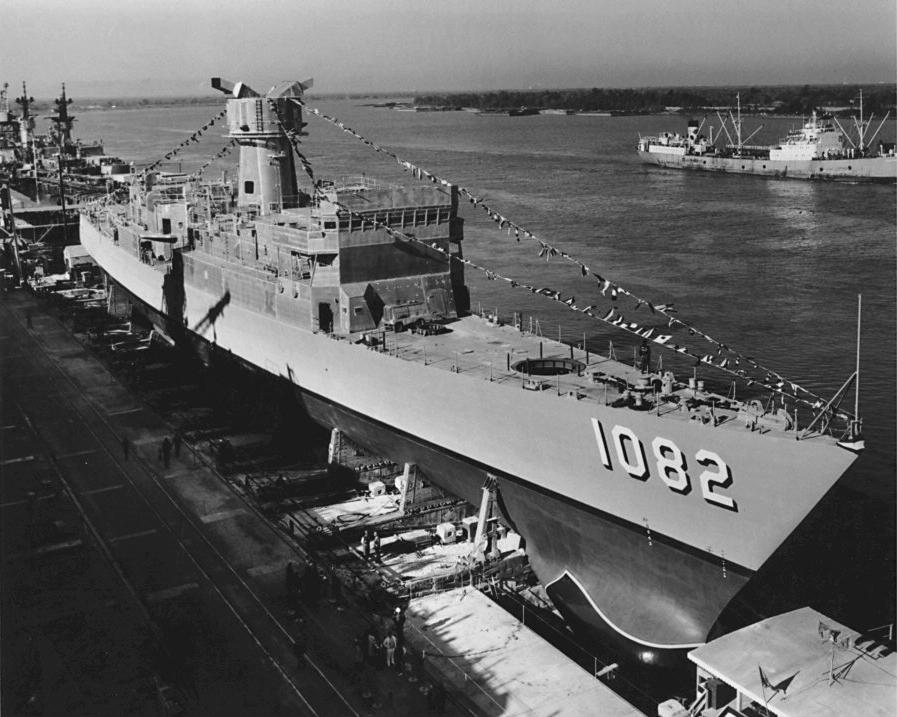
Rozestavěná fregata USS Elmer Montgomery (DE-1082) třídy Knox

Společnost Avondale Marine Ways, Inc. založili roku 1938 podnikatelé James Grinstead Viavant, Harry Koch a Perry N. Ellis. Malá loděnice se věnovala stavbě a opravám člunů a remorkérů pro službu na řece Mississippi, ale za druhé světové války byla významně rozšířena, aby mohla stavět plavidla objednaná U.S. Maritime Commission (remorkéry typu V4-M-A1 a pobřežní nákladní lodě typu N3-S-A2). Po válce navíc loděnice rozšířila své zaměření i na ropné plošiny a další zařízení pro těžební průmysl.
V květnu 1959 loděnici Avondale Marine Ways za 14 milionů dolarů koupila společnost Ogden Corporation, která ji 1. července 1960 přejmenovala na Avondale Shipyards, Inc. Ve vojenském sektoru společnost na konci 50. let mimo jiné získala zakázky od amerického námořnictva na dva torpédoborce třídy Charles F. Adams a čtyři fregaty třídy Claud Jones. Americká armáda odebrala 62 vyloďovacích člunů typu LCU 1466. V 60. letech následovalo 32 fregat tříd Bronstein, Garcia a Knox, nebo velké kutry pobřežní stráže třídy Hamilton.
Těžebních plošin loděnice postavila celou řadu. Významným zákazníkem loděnice Avondale Shipyards se stala těžařská společnost ODECO. V roce 1963 byla spuštěna do té doby největší ponorná vrtná plošina Kerr McGee’s Rig 54. V těžařském sektoru však společnost čelila rostoucí konkurenci loděnic například z Norska a Japonska. V prosinci 1976 byla dodána poslední loděnicí Avondale Shipyards vyrobená ropná plošina Zapata Yorktown. Zároveň loděnice v 70.–80. letech postavila sérii supertankerů pro přepravu zkapalněného zemního plynu (LNG).
V 80. letech loděnice úspěšně zavedla postupy modulární stavby plavidel. V 80. a 90. letech loděnice postavila mimo jiné devět dokových výsadkových lodí tříd Whidbey Island a Harpers Ferry, 21 oceánských tankerů tříd Cimarron a Henry J. Kaiser, sedm transportních lodí třídy Bob Hope a čtyři oceánské minolovky třídy Osprey.
V roce 1987 byla loděnice vyčleněna ze zbytku skupiny jako Avondale Industries. Nová společnost byla poté veřejně obchodována, dokud ji v roce 1999 nekoupila společnost Litton Industries a nestala se z ní Litton Ship Systems, Avondale Operations. V 31. prosinci 1997 měla společnost 5500 zaměstnanců.
V roce 2001 společnost Northrop Grumman koupila koncern Litton Industries, čímž získala i jeho loděnice Ingalls Shipbuilding a Avondale, tu druhou tentokrát pod označením Northrop Grumman Ship Systems, Avondale Operations.
V roce 2010 společnost Northrop Grumman informovala o připravované restrukturalizaci svých loděnic na pobřeží Mexického zálivu, včetně záměru do konce roku 2010 zavřít loděnici Avondale a její činnost přesunout do loděnice Ingalls Shipbuilding. Zaměstnanci loděnice se tomu snažili čelit kampaní nazvanou Save Our Shipyard (SOS). Loděnici získali ještě dva roky existence. V lednu 2008 byla společnost Northrop Grumman Ship Systems integrována do společnosti Northrop Grumman Newport News, čímž vznikl Northrop Grumman Shipbuilding. V roce 2011 byla společnost Northrop Grumman Shipbuilding oddělena jako Huntington Ingalls Industries (HII). V roce 2014 loděnice Avondale Shipyard ukončila činnost.
V roce 2018 uzavřenou loděnici za 60 milionů dolarů koupila společnost T. Parker Host, se záměrem obnovit její činnost pod názvem Avondale Global Gateway.

## Plavidla (výběr)

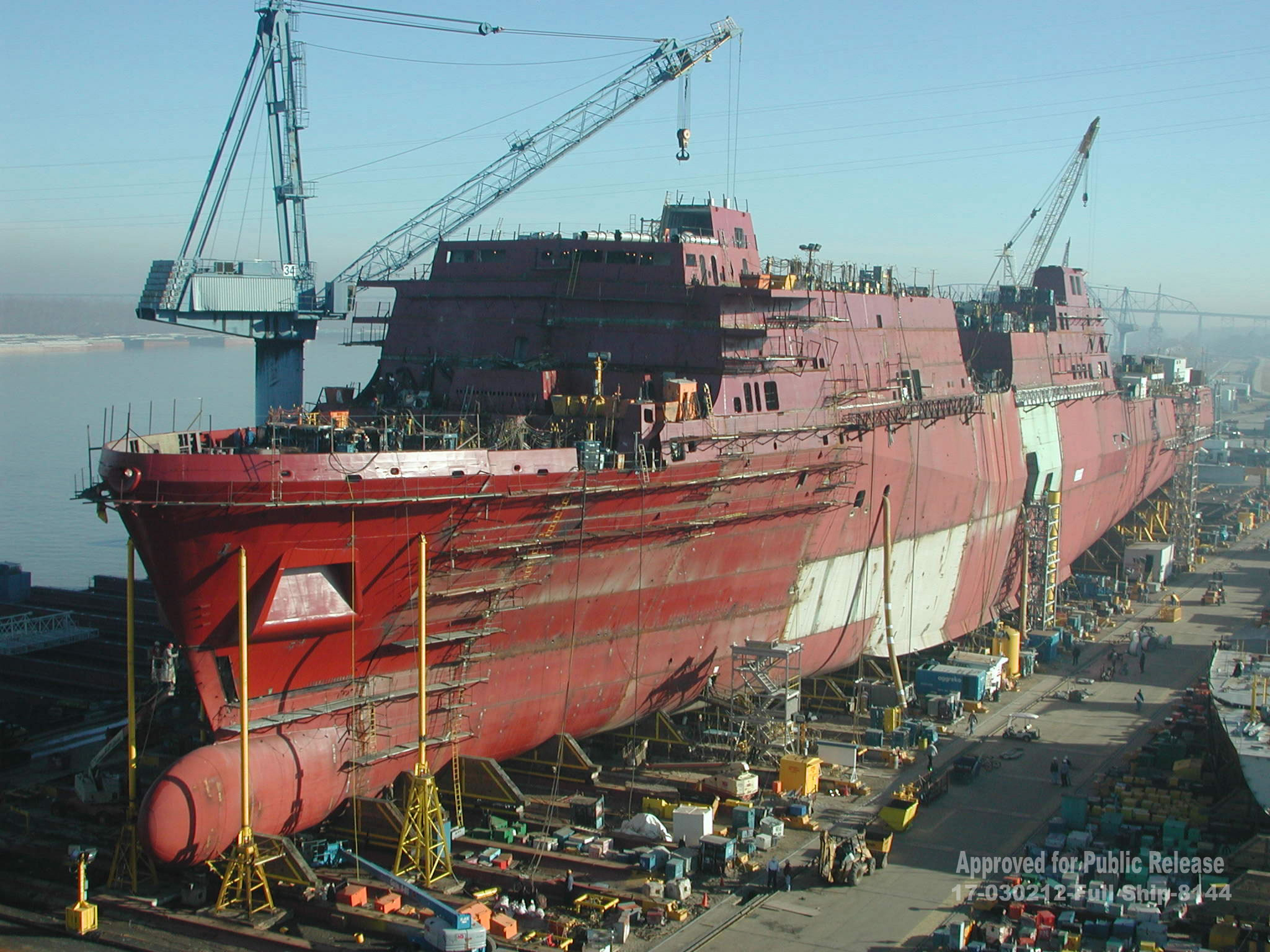
Rozestavěná výsadková loď USS San Antonio (LPD-17)

### Torpédoborce
- Třída Charles F. Adams (2 ks)

### Fregaty
- Třída Knox (27 ks)
- Třída Garcia (3 ks)
- Třída Bronstein (2 ks)
- Třída Claud Jones (4 ks)
- Třída Fret (3 ks)

### Kutry
- Třída Hamilton (12 ks)

### Výsadkové lodě
- Třída San Antonio (6 ks)
- Třída Harpers Ferry (4 ks)
- Třída Whidbey Island (5 ks)
- Landing Craft Air Cushion

- Třída De Soto County (2 ks)

### Minolovky
- Třída Osprey (4 ks)

### Pomocné lodě

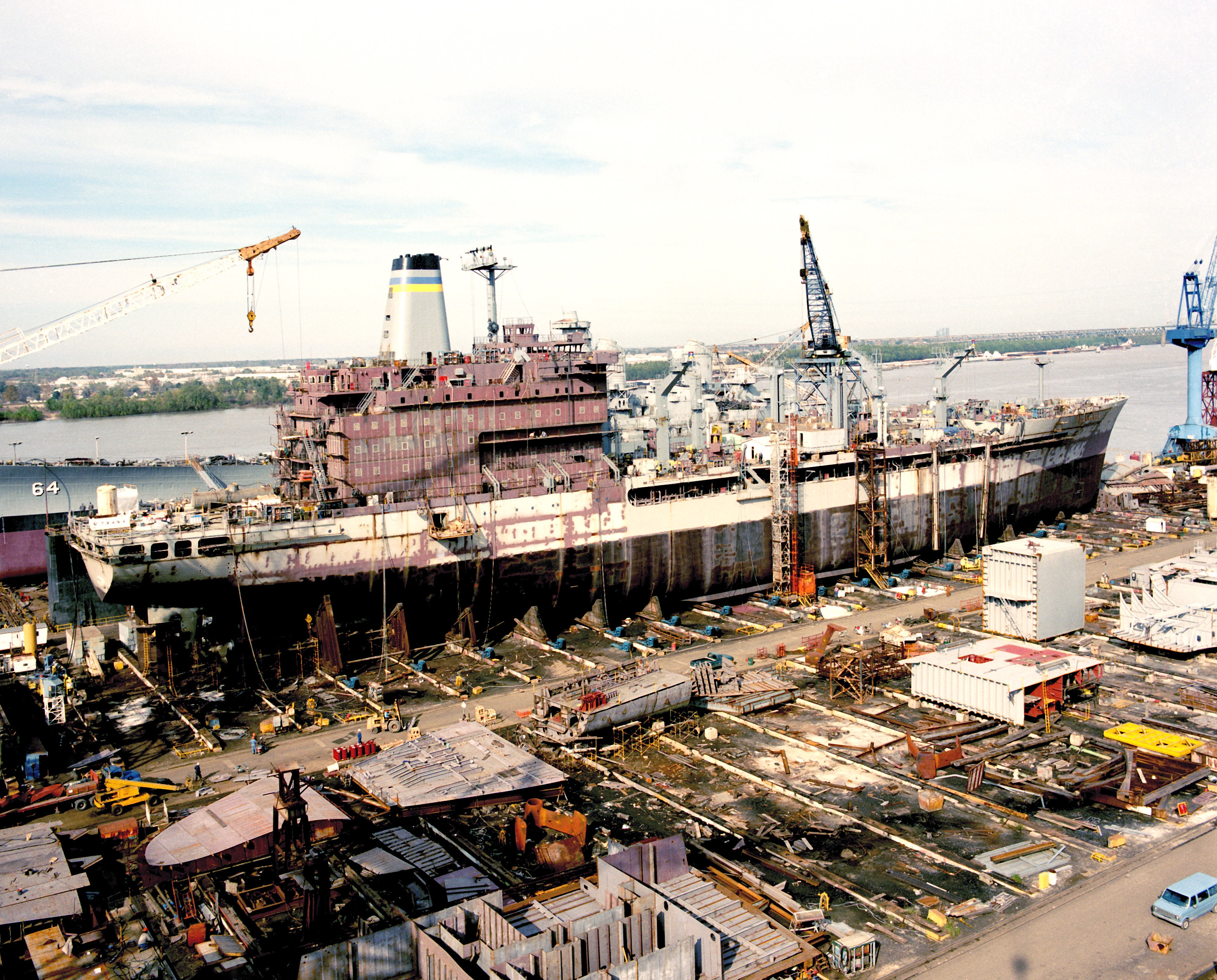
Rozestavěný tanker třídy Henry J. Kaiser USNS Andrew J. Higgins (T-AO-190)

- Třída Henry J. Kaiser (16 ks) – tanker
- Třída Cimarron (5 ks) – tanker
- Třída Bob Hope (7 ks) – transportní loď pro přepravu vozidel
- USCGC Healy (WAGB-20) – ledoborec
- USNS Waters (T-AGS-45) – výzkumná loď
- Vernon C. Bain Correctional Center – vězeňská loď

### Ostatní
- USS Iowa (BB-61) – reaktivace a modernizace bitevní lodě